# .380 ACP
A .380 ACP (Automatic Colt Pistol) egy hornyolt, egyenes falú pisztolylőszer, amit John Browning fegyvertervező  fejlesztett ki. Ezt 1908-ban vezette be a Colt, és azóta is népszerű önvédelmi lőszer. A .380 ACP egyéb elnevezései: .380 Auto, 9 mm Browning, 9 mm Corto, 9 mm Kurz, 9 mm Short, és 9×17 mm.

## Kivitel
A .380 ACP lőszer a korai reteszelés nélküli tömegzáras öntöltő pisztolyokhoz lett tervezve. A reteszelés, ami más pisztolyokon megtalálható nem szükséges a .380-hoz, mivel a lőszer alacsony nyomást hoz létre lövéskor. A helyretoló rugó elegendő energiát tárol a szán elmozdításához. Egy ilyen lőszerhez készített pisztoly gyártása egyszerűbb, ezáltal általában olcsóbb, valamint a csövet is stabilan lehet rögzíteni a tokhoz, ami növeli a pontosságot. Ennek ellenére számos reteszelt pisztolyt készítettek .380 ACP űrméretben, valamint néhány kisebb géppisztolyt is, mint az Ingram MAC–11 és a vz. 83.

## Teljesítmény
A .380 kicsi és könnyű, de viszonylag rövid hatótávú és kicsi a stopphatása más modern pisztolylőszerekhez képest. Ennek ellenére népszerű önvédelmi lőszer maradt azon lövészek körében, akik egy könnyű, kis hátrarúgású pisztolyt szeretnének. Kissé gyengébb, mint a szabványos .38 Special lőszer és 9 mm (.355 in) átmérőjű lövedéket használ. A legnehezebb lövedék ami biztonságosan beletölthető a .380 ACP-be az a 115 gr (7,5 g), noha a szabvány 85, 90 vagy 95 grain (5.5, 5.8 vagy 6.2 g). A .380 népszerűsége némiképp újból fellendült a rejtett fegyverviselési törvénnyel, mert kicsi és olcsó pisztolyok használják. Népszerű pisztolyok .380 ACP kaliberben: Walther PPK, Bersa Thunder 380, Ruger LCP, North American Arms Guardian and Kel-Tec P–3AT.

## Egyéb elnevezései
- .380 Auto
- 9mm Browning
- 9mm Corto
- 9mm Court
- 9mm Kratak
- 9mm Kurz
- 9mm Scurt
- 9mm Short
- 9×17mm

## Fordítás
- Ez a szócikk részben vagy egészben  a(z)   .380 ACP című angol Wikipédia-szócikk fordításán alapul.  Az eredeti cikk szerkesztőit annak laptörténete sorolja fel. Ez a jelzés csupán a megfogalmazás eredetét és a szerzői jogokat jelzi, nem szolgál a cikkben szereplő információk forrásmegjelöléseként.